# قلعه پیروز گت
قلعه پیروز گت در بخش مرکزی پنج کیلومتری شمال غربی چابهار در شهر تیس قرار دارد. این اثر از دوره اشکانیان و ساسانیان است. این دژ بر فراز تپه‌ای در میانهٔ دره تیس واقع است. بلندی تپه از ارتفاع دو رشته کوه پیرامون تپه بیشتر نمی‌باشد.
آثاری از برجها در ضلع شمالی و جنوبی دیده می‌شود. در قسمت ضلع شمالی دو اتاق  کوچک در اندازه‌های ۳×۲ متر به منظور دیدبانی روی یک گوشواره زمین مانند دو طبقه واقع شده‌اند. وبلندترین قسمت دژ و برج بر روی همین گوشواره‌است و بر اطراف اشراف دارد. در گوشه‌های شرقی و غربی در مرکز حیاط دژ آثاری از سکوهای بلند که از سنگ تراشیده ساخته شده‌اند آشکار است و بخشهایی که باقی مانده‌اند نشاندهندهٔ محلی برای اجتماع، عبادت یا نشستن اهل دژ در یک مجلس بوده‌است.
سنگ‌های به کار رفته در بناها غیر آهکی هستند که از جای‌های دیگری به اینجا آورده شده‌اند زیرا جنس خود تپه آهکی و سیلیسی می‌باشد. این بنا با توجه به آثار باقی مانده مشابه بناهای دوره اشکانی است و نام پیروز ساسانی این احتمال را افزونتر می‌کند. گرچه مطابق با یک برگ سند تاریخی با قدمت هشتصد سال (۱۲۰۰ میلادی) نامگذاری این بنا متعلق به دوران زندگی فردی از بازماندگان خاندان های اشکانی در مکران موسوم به خاندان ایزدیار و بعدها در عهد اسلامی با نام خاندان طیفوری شناخته می شدند ، بوده است که او را با نام شاهپور سلطان پیروزشاه بلوچ می شناسند.
شاهپور سلطان پیروزشاه بلوچ فرزند شاه کافور فرزند شاه طیفور کبیر می باشد که در حدود اوایل قرن ۲ هجری می زیسته و این قلعه بهمراه چندین بنای مجلل که اینک از بین رفته اند مرکز حکمرانی مکران بوده است از این جهت به نام وی مشهور به پیروز گڑھ می شود . (اسناد قومی بلوچ ، سردار بلیدیی ، بلوچستان پاکستان) 